# Alexandru Cercel
Alexandru Cercel (n. 1883, Boțești — d. 1970) a fost un interpret (cântăreț, viorist) român de muzică populară.